# Хохряков, Владимир Степанович
Владимир Степанович Хохряков (26 июля 1927 — 17 октября 2005) — советский и российский учёный в области проектирования карьеров и разработки месторождений открытым способом, доктор технических наук (1966), профессор (1967), лауреат Государственной премии СССР 1978 года.

## Биография
Родился 26 июля 1927 года в г. Свердловске.
В 1949 году окончил Свердловский горный институт по специальности «подземная разработка пластовых угольных месторождений». Работал на Южном вскрышном разрезе треста «Вахрушевуголь» помощником начальника участка.
В 1951—1954 годах учился в аспирантуре СГИ. В 1954 году защитил кандидатскую диссертацию:
- Исследование условий эффективного применения мощных автосамосвалов на открытых горных работах : диссертация … кандидата технических наук : 05.00.00. — Свердловск, 1953. — 230 с. : ил.

Работал в Свердловском горном институте: лаборант, ассистент, старший преподаватель кафедры горного дела, доцент, с 1961 по 1997 год заведующий кафедрой «Разработка месторождений открытым способом», с 1997 г. профессор кафедры.
В 1966 году защитил докторскую диссертацию:
- Исследование этапов развития и экономичности открытых горных работ в глубоких карьерах : диссертация … доктора технических наук : 05.00.00. — Свердловск, 1965. — 438 с. : ил. + Прил. (78 с. ил.).

В 1967 году утверждён в звании профессора.
Лауреат Государственной премии СССР 1978 года — за учебник «Открытая разработка месторождений полезных ископаемых» (1974, 3-е издание).
Заслуженный деятель науки и техники РСФСР (1990). Награждён знаками «Шахтёрская слава» трёх степеней.
Подготовил 40 кандидатов наук.
Скоропостижно умер 17 октября 2005 года. Похоронен на Сибирском кладбище Екатеринбурга.

## Сочинения
- Проектирование и организация работы карьерного автотранспорта [Текст] / В. С. Хохряков, доц. канд. техн. наук. — Москва : Госгортехиздат, 1963. — 167 с. : ил.; 22 см.
- Автоматизированное проектирование карьеров : [Учеб. пособие для вузов по спец. Технология и комплекс. механизация открытой разраб. месторождений полез. ископаемых / В. С. Хохряков, Г. А. Неволин, С. В. Корнилков и др.]; Под общ. ред. В. С. Хохрякова. — Москва : Недра, 1985. — 263 с. : ил.; 20 см.
- Наклонные подъемники на карьерах [Текст] / М. В. Васильев, Б. В. Фаддев, В. С. Хохряков. — Москва : Госгортехиздат, 1962. — 151 с.
- Экономико-математическое моделирование и проектирование карьеров [Текст] / [В. С. Хохряков, Г. Г. Саканцев, А. З. Яшкин и др.]. — Москва : Недра, 1977. — 200 с. : ил.; 21 см.
- Моделирование природно-сырьевых технологических комплексов : Горн. пр-во / В. М. Аленичев, В. И. Суханов, В. С. Хохряков; РАН. Ур. отд-ние. Ин-т горн. дела. — Екатеринбург : УрО РАН, 1998. — 164, [1] с. : ил.; 21 см; ISBN 5-7691-0864-9
- Открытые горные работы [Текст] : [Учебник для горных техникумов] / Канд. техн. наук В. С. Хохряков. — Изд. 2-е, перераб. и доп. — Москва : Госгортехиздат, 1963. — 259 с. : ил.; 22 см.
- Открытая разработка месторождений полезных ископаемых [Текст] : [Учебник для горных техникумов]. — 3-е изд., перераб. и доп. — Москва : Недра, 1974. — 264 с. : ил.; 22 см.
- Проектирование карьеров [Текст] : [учебник по специальности «Открытые горные работы»] / В. С. Хохряков. — 3-е изд., перераб. и доп. — Москва : Недра, 1992. — 382, [1] с. : ил.; 21 см. — (Высшее образование).; ISBN 5-247-01721-8
- Открытая разработка месторождений полезных ископаемых : [Учебник для горн. техникумов] / В. С. Хохряков. — 4-е изд., перераб. и доп. — Москва : Недра, 1982. — 280 с. : ил.; 22 см.
- Открытая разработка месторождений полезных ископаемых : [Учеб. для горн. техникумов] / В. С. Хохряков. — 5-е изд., перераб. и доп. — Москва : Недра, 1991. — 335,[1] с. : ил.; 22 см. — (Среднетехн. образование).; ISBN 5-247-01391-3